# Révolte de Samos

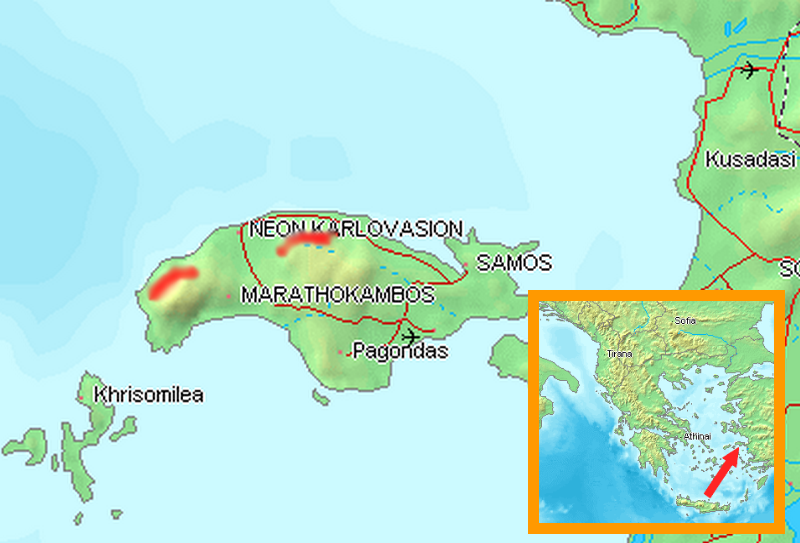
Carte de Samos

La révolte de Samos ou guerre de Samos est un conflit militaire entre Athènes et Samos entre 440 et 439 av. J.-C.. La guerre est provoquée par l'intervention athénienne dans un litige entre Samos et Milet. Lorsque les Samiens refusent de stopper leurs attaques contre Milet comme l'ordonne Athènes par la voix de Périclès, ce dernier dirige une opération militaire pour chasser le gouvernement oligarchique de Samos et installe dans la ville une garnison. Les oligarques n'abdiquent cependant pas et reviennent peu après avec le soutien du satrape perse de Sardes.
Samos disposant par ailleurs d'une flotte importante, Athènes ne peut accepter cette situation et envoie une flotte, dont Phormion fait notamment partie. Après huit mois de conflit, Samos capitule, la cité doit livrer sa flotte, payer une indemnité de guerre importante et la démocratie est rétablie. Byzance, qui s'est également soulevée à cette époque en accord avec Samos, subit le même sort.